# Palier P4 / P'4

Carte des réacteurs nucléaires en France, ceux du palier P4 et P'4 apparaissent en violet.

Le réacteur de type P4 et P'4 est un réacteur nucléaire à eau légère de 2e génération développé par Framatome et EDF. Il fait partie de la filière des réacteurs à eau pressurisée (REP). Sa puissance thermique est de 3 817 MWth pour une puissance électrique nette de 1 300 MWe. Ainsi, ils sont souvent dénommés « REP 1 300 MW ».
Depuis mars 1994, vingt réacteurs de palier P4 et P'4 sont en exploitation en France, pour une puissance cumulée d'environ 26 000 MWe, soit 41% de la puissance totale du parc nucléaire français.

## Historique

Calendrier de construction des réacteurs de génération II en France. Ceux du palier P4 et P'4 apparaissent en bleu foncé.

Le bon comportement des premiers réacteurs de 900 MW en service en France (appelés palier CPY), l'accroissement de la consommation électrique et la poursuite du programme électronucléaire français poussent EDF et Framatome à développer un nouveau "palier" de réacteurs plus puissants. 
En réalité et avant même la fin de construction des deux réacteurs français de la centrale de Fessenheim, la Direction de l’Équipement d'EDF étudie depuis 1972 un nouveau palier de réacteur plus puissant de 1 200 MW. Le choix se porte finalement à l'été 1973 sur une puissance de 1 300 MW. L'augmentation de puissance unitaire permet notamment une économie d'échelle. Ce nouveau palier est nommé P4 pour "Pressurisé 4 boucles primaires". Les études aboutissent en 1976 et les quatre premiers réacteurs P4 « tête de série » sont commandés en 1977 à la centrale de Paluel. La chaudière nucléaire a pour référence américaine la centrale nucléaire de South Texas, mais le retard de construction de ces deux réacteurs (terminés respectivement en mars 1988 et avril 1989) aura pour conséquence que leur raccordement au réseau interviendra après celui de 12 réacteurs français de 1 300 MW.
Comme pour les 58 autres réacteurs nucléaires français de deuxième génération, la chaudière nucléaire est fournie par Framatome, et la salle des machines comprenant le groupe turbo-alternateur par Alsthom (depuis renommé Alstom).
Une étude comparative entre les coûts des réacteurs Fessenheim-1 et 2, et ceux de Paluel-1 est réalisée fin 1977, soit quelques mois après l'ordre d'exécution de la chaudière et du groupe turboalternateur de Paluel-1. Cette étude révèle que le coût du kWh produit par Paluel-1 serait supérieur de 50% à celui des réacteurs Fessenheim-1 et 2. Cette évolution serait principalement due : à 44% par la hausse des exigences de sûreté, à 21% par l'augmentation générale des prix, à 18% par un effet de site moins favorable à Paluel, et à 14% par l'augmentation des exigences de qualité de réalisation. La définition d'une variante du palier P4, nommée P'4, naît en août 1978 avec pour objectif une diminution des coûts d'environ 10%, principalement permise par la réduction de la taille des bâtiments.
20 tranches sont commandées, et leur mise en service s'échelonne de 1985 à 1994, répartie en deux variantes :
- 8 réacteurs constituant le palier P4 : 2 à Flamanville, 4 à Paluel et 2 à Saint-Alban, mis en service entre 1985 et 1987.
- 12 réacteurs constituant le palier P’4 : 2 à Belleville-sur-Loire, 4 à Cattenom, 2 à Golfech, 2 à Nogent-sur-Seine et 2 à Penly, mis en service entre 1987 et 1994.

Bien qu'appartenant au palier P4, les quatre réacteurs des centrales nucléaires de Saint-Alban et de Flamanville sont de conception hybride avec un îlot nucléaire similaire au palier P4, mais une salle des machines (comprenant le groupe turbo-alternateur) similaire au palier P'4. Ces deux centrales sont parfois appelées « palier H4 » pour Hybride 4 boucles. Cette conception mixte s'explique par un état d'avancement déjà trop important de l'îlot nucléaire (selon les plans du palier P4), lors de la décision de conversion du chantier vers des réacteurs de palier P'4. La salle des machines pourra elle être construite selon les plans du palier P'4.
Jusqu'à quatre réacteurs étaient prévus sur le site de chaque centrale. Mais le ralentissement du programme nucléaire français après le contre-choc pétrolier du début des années 1980, la moins forte croissance de la consommation d'électricité et la perspective d'un surdimensionnement du parc nucléaire ont conduit à la réalisation de quatre réacteurs uniquement dans les centrales de Paluel et de Cattenom. Des travaux de terrassements pour une paire de réacteurs supplémentaires sont néanmoins réalisés dans les centrales de Flamanville, Penly et Golfech. Ces derniers auront permis une facilitation des travaux préparatoires pour l'EPR de Flamanville, et pour la paire d'EPR2 de Penly.
Un troisième et dernier palier de réacteur nucléaire français de deuxième génération plus puissant succèdera au palier P4/P'4 : le palier N4.

## Amélioration comparativement aux réacteurs français de900MWe(palier CP0 et CPY)
Il s'agit essentiellement d'amélioration de puissance avec la réalisation d'une cuve plus grande emportant un plus grand nombre d'assemblages combustibles (193 contre 157 pour les réacteurs de 900 MW). Du fait de l’augmentation de puissance, le nombre de boucles du circuit primaire et donc de générateurs de vapeur est porté de trois à quatre, afin de disposer d’une capacité de refroidissement et d'extraction de chaleur plus élevée. Ce changement majeur donne son nom à ce palier : pressurisé 4 boucles (primaires) ou P4. Enfin, les mécanismes de contrôle-commande électromécanique des réacteurs de 900 MW sont remplacés dans le palier P4/P'4 par un contrôle-commande à logique numérique appelé « Controbloc ».
Le deuxième champ d'amélioration concerne la sûreté des réacteurs. Le cœur du réacteur est désormais dans une enceinte de confinement à double paroi : une interne en béton précontraint de 120 cm d'épaisseur et une externe en béton armé de 55 cm. Les éventuelles fuites de l'enceinte interne sont récupérées, puis filtrées dans l'espace inter-enceinte. Comme pour les derniers réacteurs de 900 MW construits (Saint-Laurent, Chinon et Cruas qui constituent le palier CP2), la disposition du groupe turbo-alternateur est radiale par rapport au bâtiment réacteur, évitant la projection de débris sur le bâtiment réacteur en cas d'éclatement accidentel de la turbine.

### Différence entre les réacteurs P4 et P'4

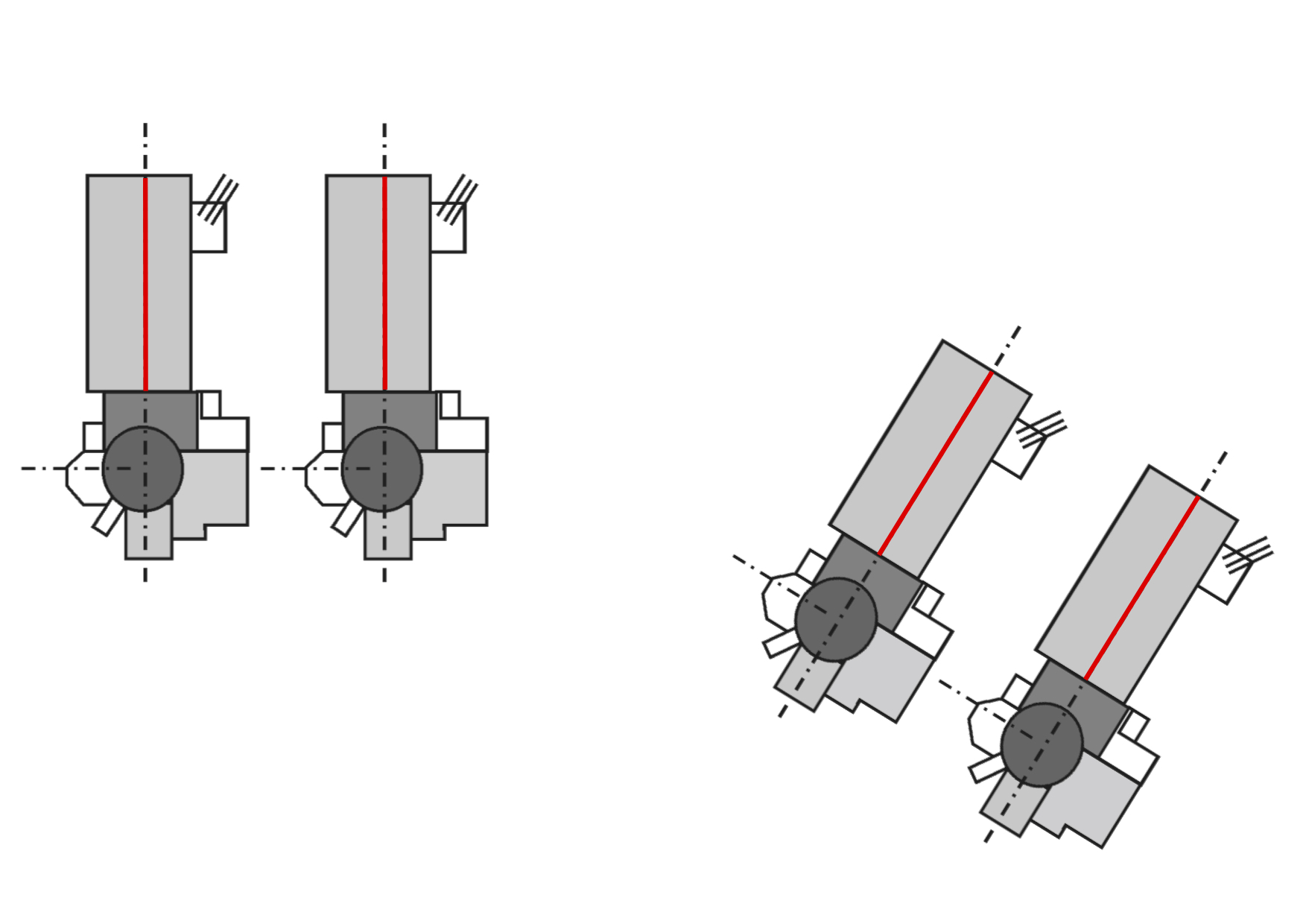
Plan de masse des réacteurs nucléaires au CNPE de Cattenom. En rouge, l'axe des groupes turboalternateurs, différent entre les deux paires

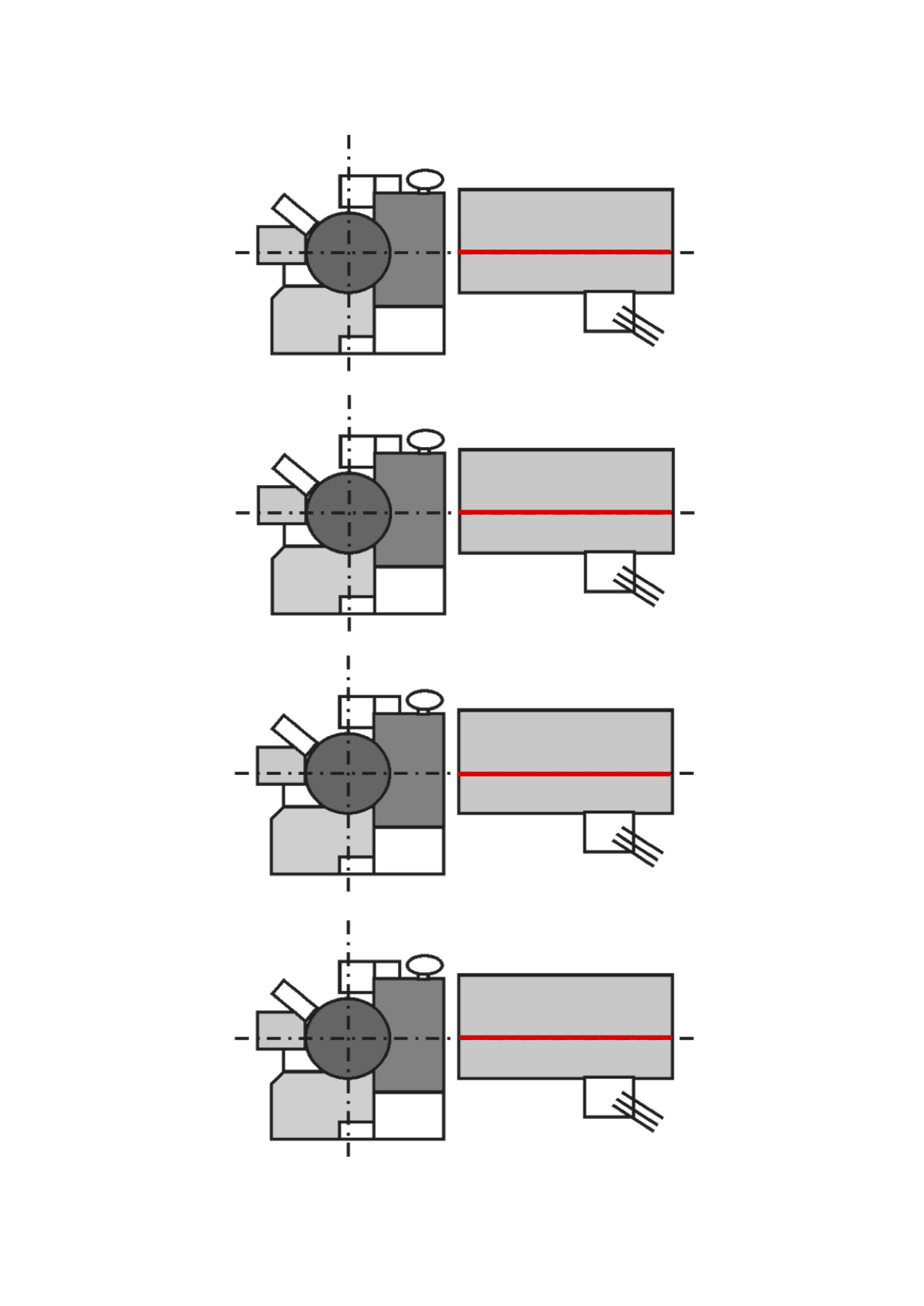
Plan de masse des réacteurs nucléaires au CNPE de Paluel. En rouge, l'axe des groupes turboalternateurs, parallèle entre les deux paires.

Les différences entre les deux paliers P4 et P'4 sont faibles. Elles concernent essentiellement la taille et la disposition des bâtiments, le bâtiment du combustible nucléaire et la conception de certains circuits :
- taille des bâtiments : par rapport au palier P4, l'enceinte de confinement du palier P'4 voit son diamètre passer de 45 à 43,8 mètres et sa hauteur de 59 à 50 mètres ; la salle des machines est raccourcie d'une dizaine de mètres[8],[9]; le Bâtiment des Axillaires Nucléaires (BAN) est également plus petit[4];
- disposition des bâtiments : le bâtiment réacteur et le groupe turbo-alternateur ont également des configurations légèrement différentes l'un par rapport à l'autre, afin de limiter au mieux le risque de projection d'éléments de la turbine sur des zones sensibles en cas d'éclatement de cette dernière. Toujours dans cet objectif, et contrairement à Paluel (palier P4, image de droite) où les quatre réacteurs sont tous parallèles, une disposition en éventail est choisie pour les deux paires de réacteurs de Cattenom (palier P'4, image de gauche)[1],[7];

- conception de certains circuits : le tracé de certains circuits est modifié, ainsi que le piquage (c'est-à-dire la zone de raccordement) du circuit d'injection de sécurité, dit circuit RIS, sur le circuit primaire[7],[10].

### Caractéristiques techniques
| Section                   | Indicateur                                       | Réacteur P4                      | Réacteur P'4                     |
| ------------------------- | ------------------------------------------------ | -------------------------------- | -------------------------------- |
| Puissance                 | Puissance électrique nette                       | 1 320 MW                         | 1 320 MW                         |
| Puissance                 | Puissance électrique brute                       | 1 370 MW                         | 1 370 MW                         |
| Puissance                 | Puissance thermique nominale                     | 3 817 MWth                       | 3 817 MWth                       |
| Puissance                 | Rendement                                        | 34,1 à 35 %                      | 34,1 à 35 %                      |
| Enceinte de confinement   | Type                                             | double enceinte                  | double enceinte                  |
| Enceinte de confinement   | Enceinte interne                                 | Béton précontraint               | Béton précontraint               |
| Enceinte de confinement   | Peau d'étanchéité                                | sans                             | sans                             |
| Enceinte de confinement   | Diamètre intérieur                               | 45 mètres                        | 43,8 mètres                      |
| Enceinte de confinement   | Épaisseur de paroi interne                       | 0,90 mètre                       | 1,2 mètre                        |
| Enceinte de confinement   | Épaisseur du dôme interne                        | 0,87 mètre                       | 0,82 mètre                       |
| Enceinte de confinement   | Volume intérieur total                           | 98 000 m3                        | 83 700 m3                        |
| Enceinte de confinement   | Enceinte externe                                 | Béton armé                       | Béton armé                       |
| Enceinte de confinement   | Épaisseur de paroi externe                       | 0,55 mètre                       | 0,55 mètre                       |
| Enceinte de confinement   | Épaisseur du dôme externe                        | 0,40 mètre                       | 0,40 mètre                       |
| Enceinte de confinement   | Hauteur totale                                   | 71,9 mètres                      | 61,8 mètres                      |
| Circuit primaire          | Pression de fonctionnement                       | 15,5 MPa                         | 15,5 MPa                         |
| Circuit primaire          | Température de l'eau à l'entrée de la cuve       | 292,8°C                          | 292,8°C                          |
| Circuit primaire          | Température de l'eau à la sortie de la cuve      | 328,7°C                          | 328,7°C                          |
| Circuit primaire          | Nombre de boucles                                | 4                                | 4                                |
| Circuit primaire          | Volume du circuit primaire (avec pressuriseur)   | 399 m3                           | 399 m3                           |
| Cuve                      | Diamètre intérieur                               | 4 394 mm                         | 4 394 mm                         |
| Cuve                      | Hauteur totale                                   | 13,6 mètres                      | 13,6 mètres                      |
| Cuve                      | Épaisseur de la paroi à hauteur du cœur          | 220 mm                           | 220 mm                           |
| Cuve                      | Matériau acier                                   | 16MND5                           | 16MND5                           |
| Cuve                      | Masse totale à vide                              | 435 tonnes                       | 435 tonnes                       |
| Générateur de vapeur      | Nombre                                           | 4                                | 4                                |
| Générateur de vapeur      | Pression vapeur en sortie de GV à pleine charge  | 64,8 bars (abs)                  | 64,8 bars (abs)                  |
| Générateur de vapeur      | Température en sortie de GV                      | 281°C                            | 281°C                            |
| Générateur de vapeur      | Débit de vapeur par GV                           | 1 909 t/h                        | 1 909 t/h                        |
| Générateur de vapeur      | Surface d'échange                                | 6 940 m2                         | 6 940 m2                         |
| Générateur de vapeur      | Hauteur totale                                   | 22,3 mètres                      | 22,3 mètres                      |
| Générateur de vapeur      | Masse totale (sans eau)                          | 438 tonnes                       | 438 tonnes                       |
| Cœur                      | Combustible                                      | Pastilles cylindriques d'UO2     | Pastilles cylindriques d'UO2     |
| Cœur                      | Diamètre des pastilles                           | 8,2 mm                           | 8,2 mm                           |
| Cœur                      | Diamètre externe des crayons                     | 9,5 mm                           | 9,5 mm                           |
| Cœur                      | Hauteur active des crayons                       | 4 270 mm                         | 4 270 mm                         |
| Cœur                      | Matériaux de gainage des crayons                 | Zircaloy                         | Zircaloy                         |
| Cœur                      | Nombre de crayons par assemblage                 | 264                              | 264                              |
| Cœur                      | Nombre d'assemblages de combustible dans le cœur | 193                              | 193                              |
| Cœur                      | Puissance linéique moyenne à puissance nominale  | 170,5 W/cm                       | 170,5 W/cm                       |
| Contrôle de la réactivité | Nombre de grappes de contrôle                    | 65                               | 65                               |
| Contrôle de la réactivité | Matériau absorbant                               | grappes hybrides Ag.In.Cd et B4C | grappes hybrides Ag.In.Cd et B4C |
| Pompe primaire            | Débit nominal par pompe                          | 23 325 m3/h                      | 23 325 m3/h                      |
| Pompe primaire            | Puissance à l'accouplement à chaud               | 5 910 kW                         | 5 910 kW                         |
| Pompe primaire            | Hauteur manométrique totale                      | 96,6 mètres                      | 96,6 mètres                      |
| Groupe turboalternateur   | Modèle de turbine                                | Arabelle                         | Arabelle                         |
| Groupe turboalternateur   | Nombre de corps haute pression                   | 1                                | 1                                |
| Groupe turboalternateur   | Nombre de corps basse pression                   | 3                                | 3                                |
| Groupe turboalternateur   | Vitesse de rotation du groupe turboalternateur   | 1 500 tr/min                     | 1 500 tr/min                     |

## Centrales nucléaires françaises pourvues de réacteurs P4 et P'4

### Définitions
Les caractéristiques des réacteurs sont données dans les tableaux ci-après ; les données sont principalement issues de la base de données PRIS (Power Reactor Information System) de l’Agence internationale de l'énergie atomique (AIEA) qui définit ainsi les termes :
- la puissance nette correspond à la puissance électrique délivrée sur le réseau et sert d'indicateur en termes de puissance installée ;
- la puissance brute correspond à la puissance délivrée par l'alternateur (soit la puissance nette augmentée de la consommation interne de la centrale) ;
- la puissance thermique correspond, à la puissance délivrée par la chaudière nucléaire.

Le début de construction correspond à la date de coulage des fondations du bâtiment réacteur. Une tranche (nom utilisé pour un réacteur complet) est considérée comme opérationnelle après son premier couplage au réseau électrique. La mise en service commerciale est le transfert contractuel de l’installation du constructeur vers le propriétaire ; intervenant en principe après réalisation des tests réglementaires et contractuels, et après fonctionnement continu à 100 % pendant une durée définie au contrat de construction.
| Palier | Lieu / Nom  | Unité | Puissance   | Puissance   | Puissance        | Début des travaux  | Première divergence | Premier raccordement au réseau | Mise en service commercial | Refroidissement (source froide)     |
| Palier | Lieu / Nom  | Unité | Nette [MWe] | Brute [MWe] | Thermique [MWth] | Début des travaux  | Première divergence | Premier raccordement au réseau | Mise en service commercial | Refroidissement (source froide)     |
| ------ | ----------- | ----- | ----------- | ----------- | ---------------- | ------------------ | ------------------- | ------------------------------ | -------------------------- | ----------------------------------- |
| P4     | Flamanville | 1     | 1 330       | 1 382       | 3 817            | 1er décembre 1979  | 29 septembre 1985   | 4 décembre 1985                | 1er décembre 1986          | mer (Manche)                        |
| P4     | Flamanville | 2     | 1 330       | 1 382       | 3 817            | 1er mai 1980       | 12 juin 1986        | 18 juillet 1986                | 9 mars 1987                | mer (Manche)                        |
| P4     | Paluel      | 1     | 1 330       | 1 382       | 3 817            | 15 août 1977       | 13 mai 1984         | 22 juin 1984                   | 1er décembre 1985          | mer (Manche)                        |
| P4     | Paluel      | 2     | 1 330       | 1 382       | 3 817            | 1er janvier 1978   | 11 août 1984        | 14 septembre 1984              | 1er décembre 1985          | mer (Manche)                        |
| P4     | Paluel      | 3     | 1 330       | 1 382       | 3 817            | 1er février 1979   | 7 août 1985         | 30 septembre 1985              | 1er février 1986           | mer (Manche)                        |
| P4     | Paluel      | 4     | 1 330       | 1 382       | 3 817            | 1er février 1980   | 29 mars 1986        | 11 avril 1986                  | 1er juin 1986              | mer (Manche)                        |
| P4     | Saint-Alban | 1     | 1 335       | 1 381       | 3 817            | 29 janvier 1979    | 4 août 1985         | 30 août 1985                   | 1er mai 1986               | fleuve (Rhône)                      |
| P4     | Saint-Alban | 2     | 1 335       | 1 381       | 3 817            | 31 juillet 1979    | 7 juin 1986         | 3 juillet 1986                 | 1er mars 1987              | fleuve (Rhône)                      |
| P'4    | Belleville  | 1     | 1 310       | 1 363       | 3 817            | 1er mai 1980       | 9 septembre 1987    | 14 octobre 1987                | 1er juin 1988              | Tour aéroréfrigérante (TAR) (Loire) |
| P'4    | Belleville  | 2     | 1 310       | 1 363       | 3 817            | 1er août 1980      | 25 mai 1988         | 6 juillet 1988                 | 1er janvier 1989           | Tour aéroréfrigérante (TAR) (Loire) |
| P'4    | Cattenom    | 1     | 1 300       | 1 362       | 3 817            | 29 octobre 1979    | 24 octobre 1986     | 13 novembre 1986               | 1er avril 1987             | TAR (Moselle)                       |
| P'4    | Cattenom    | 2     | 1 300       | 1 362       | 3 817            | 28 juillet 1980    | 7 août 1987         | 17 septembre 1987              | 1er février 1988           | TAR (Moselle)                       |
| P'4    | Cattenom    | 3     | 1 300       | 1 362       | 3 817            | 15 juin 1982       | 16 février 1990     | 6 juillet 1990                 | 1er février 1991           | TAR (Moselle)                       |
| P'4    | Cattenom    | 4     | 1 300       | 1 362       | 3 817            | 28 septembre 1983  | 4 mai 1991          | 27 mai 1991                    | 1er janvier 1992           | TAR (Moselle)                       |
| P'4    | Golfech     | 1     | 1 310       | 1 363       | 3 817            | 17 novembre 1982   | 24 avril 1990       | 7 juin 1990                    | 1er février 1991           | TAR (Garonne)                       |
| P'4    | Golfech     | 2     | 1 310       | 1 363       | 3 817            | 1er octobre 1984   | 21 mai 1993         | 18 juin 1993                   | 4 mars 1994                | TAR (Garonne)                       |
| P'4    | Nogent      | 1     | 1 310       | 1 363       | 3 817            | 26 mai 1981        | 12 septembre 1987   | 21 octobre 1987                | 24 février 1988            | TAR (Seine)                         |
| P'4    | Nogent      | 2     | 1 310       | 1 363       | 3 817            | 1er janvier 1982   | 4 octobre 1988      | 14 décembre 1988               | 1er mai 1989               | TAR (Seine)                         |
| P'4    | Penly       | 1     | 1 330       | 1 382       | 3 817            | 1er septembre 1982 | 1er avril 1990      | 4 mai 1990                     | 1er décembre 1990          | mer (Manche)                        |
| P'4    | Penly       | 2     | 1 330       | 1 382       | 3 817            | 1er août 1984      | 10 janvier 1992     | 4 février 1992                 | 1er novembre 1992          | mer (Manche)                        |

## Coût de construction
L'évaluation précise des coûts de construction dépend de la méthode d'évaluation de ces derniers. En 2012, la Cour des comptes publie un rapport sur les coûts de construction du parc nucléaire français de deuxième génération, à partir des données de dépenses d'EDF. La construction des 20 réacteurs du palier P4 et P'4 est évaluée à 32,3 milliards d'euros2010, soit une moyenne de 1,79 milliard d'euros2010 par réacteur.
On note un coût environ 30% plus cher pour la première paire de réacteur P4 (Paluel 1 et 2) et la première paire de réacteur P'4 (Cattenom 1 et 2), dû à l'effet "tête de série", qui désigne le premier réacteur construit d'un nouveau modèle. Il est attendu que, dans une certaine mesure, les délais et coûts de construction soient supérieurs à ceux annoncés initialement, du fait de la survenue d'événements imprévus lors de la construction ou de la mise en service. Les réacteurs suivants du même modèle bénéficient du retour d'expérience du réacteur tête de série, permettant une baisse des coûts et des délais, un effet encore amplifié par l'éventuelle économie d'échelle.

## Exploitation, cycle et gestion du combustible

### Pilotage du réacteur: le mode G
Le mode de pilotage du cœur des REP 1 300 MW est depuis leur mise en service le « mode G » (pour gris). Ce mode de pilotage est développé sur les réacteurs du palier précédent (CP1 et CP2 de 900 MW) afin d'offrir un pilotage plus « souple » du réacteur. En effet, le mode utilisé jusqu'alors était celui initialement développé par Westinghouse et appelé « mode A ». Ce dernier rend plus difficile les variations de puissance du réacteur, notamment les ré-augmentations au fur et à mesure de l'avancé dans le cycle et de l'épuisement du combustible. 
La place de plus en plus prépondérante de l'énergie nucléaire dans le mix électrique français, a poussé EDF à devoir être en mesure de réaliser plus de variation de puissance sur ses réacteurs, afin de maintenir l'équilibre du réseau électrique (manœuvre appelé suivi de charge). EDF et Framatome conçoivent à partir de 1984 le mode G, autorisant des variations de puissance plus fréquentes et plus rapides. Ce mode G est permis par le rajout dans le cœur du réacteur de grappes de commande dites grises, qui sont des absorbeurs de neutrons, mais moins puissantes que les grappes noires utilisées jusque là seules en mode A. 
Ces modifications sont le premier élément de conception à s'éloigner de la licence de Westinghouse, et sont associées à une amélioration des systèmes de surveillance et de protection du cœur du réacteur, ainsi qu'à une augmentation des marges de protection et de sûreté.

### Cycle et gestion du combustible

#### De la gestion standard à la gestion «GEMMES»
Initialement, les REP 1 300 MW sont exploités avec un renouvellement « standard » du combustible, forme utilisée pour les études de sûreté à la conception:
- la durée de fonctionnement entre deux arrêts pour rechargement est de 12 mois,
- le cœur du réacteur est rechargé par tiers (64 assemblages combustibles sur 193),
- les assemblages combustibles sont uniquement faits de 264 crayons d'uranium faiblement enrichi à 3,10%.

Les années 1990 sont marquées par un allongement des durées d'arrêt de réacteur (pour rechargement ou maintenance). Cet accroissement est principalement expliqué par un volume de maintenance en hausse dû au vieillissement du parc, et à des maintenances plus complexes de gros composants. Ce phénomène entraine un durcissement des contraintes matérielles et humaines sur chaque site avec des maintenances simultanées sur plusieurs réacteurs. 
Pour pallier ce problème, EDF décide après plusieurs évaluations économiques d'une nouvelle gestion du combustible pour les REP 1 300 MW, appelée gestion « GEMMES »: 
- la durée de fonctionnement entre deux arrêts pour rechargement est allongée à 18 mois,
- le cœur est toujours rechargé par tiers (56 assemblages combustibles + 8 assemblages dit gadolinés),
- les 56 assemblages combustibles sont uniquement fait de 264 crayons d'uranium faiblement enrichi à 4% ; et les 8 assemblages gadolinés sont faits de 252 crayons d'uranium enrichi à 4% + 12 crayons constitués d'un mix d'uranium naturel et de 8% de gadolinium. Ce dernier est un « poison neutronique  » permettant de compenser l'excès de réactivité en début de cycle induit par l'enrichissement plus important de l'uranium à 4%.

Cette gestion GEMMES est expérimentée avec succès en 1996 sur le réacteur no 4 de la centrale de Cattenom, puis étendue à tous les autres REP 1 300 MW depuis 1999.

#### Études de la gestion «GALICE»
La gestion GALICE (pour Gestion avec augmentation limitée de l’irradiation pour le combustible en exploitation) est développée dans les années 2000 pour les REP 1 300 MW. Elle a pour objectif d'accroitre le taux d'utilisation de l'uranium dans le réacteur (augmentation de la combustion massique maximale à 62 GWjour/tonne contre 52 GWj/t en gestion GEMMES). Elle est caractérisée par,:
- l’utilisation d’assemblages combustibles à base d’uranium faiblement enrichi à 4,5% ;
- un cœur rechargés par 20 assemblages combustibles + 36 assemblages gadolinés ;
- 20 assemblages combustibles sont uniquement faits de 264 crayons d'uranium faiblement enrichi à 4,5% ; et les 8 assemblages gadolinés sont faits de 252 crayons d'uranium à 4,5% + 12 crayons constitués d'un mix d'uranium faiblement enrichi à 2,7% et de 8% de gadolinium.

La gestion GALICE est testée en 2009 sur le réacteur no 2 de la centrale nucléaire de Nogent-sur-Seine, mais des anomalies apparaissent dès le début des années 2010 : la déformation de certains assemblages combustibles empêche la bonne insertion de grappes de contrôle à l'intérieur de ces derniers. De nouveaux assemblages combustibles sont utilisés, avec des matériaux renforcés devant être moins sujets aux déformations, mais sans succès. Des « temps de chute de grappes » (test de sûreté important sur la durée de chute des grappes dans le réacteur en cas d'arrêt d'urgence, normalement inférieur à quelques secondes) anormalement longs sont observés en 2012 et 2013. La gestion GALICE est abandonnée en 2014 et les REP 1 300 MW restent exploités en mode GEMMES,.

#### Utilisation de combustible Mox
Initialement, les réacteurs du palier P4/P'4 ne sont pas qualifiés pour utiliser du combustible MOX, composé d'uranium naturel (ou d'uranium appauvri) et de plutonium. À partir de fin 2021, EDF instruit auprès de l'ASN (ASNR depuis janvier 2025) une demande d'expérimentation d'utilisation de combustible MOX. En février 2025, EDF est autorisée à utiliser, à titre expérimental, quatre assemblages de combustible MOX dans le réacteur no 4 de la centrale nucléaire de Paluel,.

## Sûreté

### Phénomène de corrosion sous contrainte
Lors de la deuxième visite décennale du réacteur Civaux 1 fin 2021, des microfissures sont détectées à proximité de soudures sur les circuits d’injection de sécurité (dit circuit RIS) en lien avec un phénomène de corrosion sous contrainte (CSC). Ils permettent, en cas d'incident sur le circuit primaire, l'injection d'eau borée afin d'éviter la fusion du cœur. Un circuit RIS est fait d'un tuyau en acier de 3 cm d’épaisseur et 30 cm de diamètre.
Les réacteurs les plus sensibles à cette CSC "générique" sont les 16 réacteurs de dernière génération, soit : 
- les quatre réacteurs du palier N4, tous atteints par le phénomène de CSC au niveau de leur circuit RIS et/ou RRA (Refroidissement du Réacteur à l'Arrêt) ;
- les douze réacteurs du palier P'4, certains atteints et d'autres non (cf tableau infra) au niveau de leur circuit RIS uniquement.

La conception légèrement différente des circuits RIS des réacteurs P4 semble expliquer en partie leur moindre sensibilité au phénomène de CSC.
Dans un premier temps, les contrôles sont destructifs avec une découpe systématique des tronçons de tuyauterie suspects d'être atteint de CSC, analyse en laboratoire et remplacement par des tuyauteries neuves. Cela entraîne un arrêt prolongé et non programmé de plusieurs réacteurs durant l'essentiel de l'année 2022, participant à la faible disponibilité du nucléaire français, le tout dans un contexte de crise énergétique mondiale. À partir de juillet 2022, l'ASN valide un procédé de contrôle non-destructif développé par EDF à base d'ultrasons et de radiographies, évitant la découpe et le remplacement de portions saines,. En décembre 2022, EDF annonce le remplacement préventif de toutes les portions de tuyauterie potentiellement affectées dans tous les réacteurs P'4 non contrôlés jusqu'alors.
Bien qu'appartenant au palier P4, les deux réacteurs Flamanville 1 et 2 ont été intégrés au périmètre des premières recherches de CSC : début 2022, EDF ne sait pas encore quels réacteurs sont potentiellement atteints. Ces contrôles ont permis de valider les procédés de contrôle non-destructif.
| Nom           | Recherche effectuée | CSC averée | Méthode de réparation des lignes RIS                    | Remarque |
| ------------- | ------------------- | ---------- | ------------------------------------------------------- | --- |
| Flamanville 1 | terminée            | non connue | Remplacement des sections retirées pour analyse         | |
| Flamanville 2 | terminée            | non*       | Remplacement des sections retirées pour analyse         | *Une soudure a été reprise, en lien avec un défaut de soudage initial, et non dû au phénomène de CSC « générique » recherché.              |
| Belleville 1  | terminée            | non connue | Remplacement préventif complet                          | |
| Belleville 2  | terminée            | non connue | Remplacement préventif complet                          | |
| Cattenom 1    | terminée            | non,       | Réparation de deux soudures d'une ligne RIS fin 2022    | Remplacement préventif complet des trois autres lignes RIS début 2023.                                                                     |
| Cattenom 2    | terminée            | non,       | Remplacement préventif complet                          | |
| Cattenom 3    | terminée            | oui,       | Remplacement complet des quatre lignes RIS              | Présence sur une ligne RIS d'une fissure due à la CSC de 1 à 2 millimètres, et d'une autre de 4 millimètres due à de la fatigue thermique. |
| Cattenom 4    | terminée            | non,       | Remplacement des sections retirées pour analyse en 2022 | Remplacement préventif complet des quatre lignes RIS lors de la 4ème visite décennale en 2024                                              |
| Golfech 1     | terminée            | non        | Remplacement préventif complet                          | |
| Golfech 2     | terminée            | non        | Remplacement préventif complet                          | |
| Nogent 1      | terminée            | non connue | Remplacement préventif complet                          | |
| Nogent 2      | terminée            | non connue | Remplacement préventif complet                          | |
| Penly 1       | terminée            | oui        | Remplacement des sections concernées par la CSC         | Présence d'une fissuration plus importante de 23 mm sur une soudure d'une ligne RIS anciennement réparée 2 fois.                           |
| Penly 2       | terminée            | oui        | Remplacement des sections concernées par la CSC         | |

## Galerie d'images

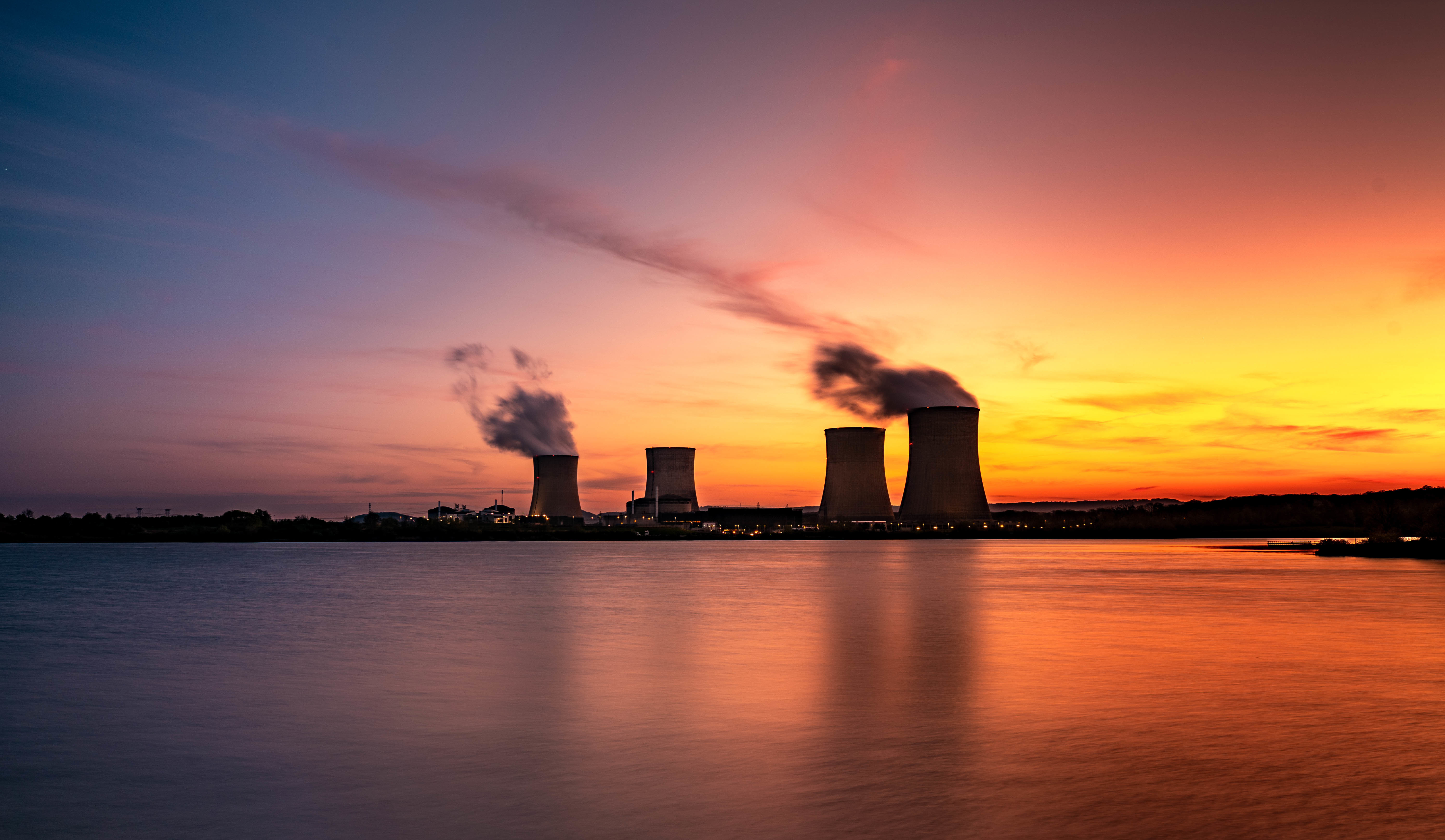
Centrale de Cattenom.
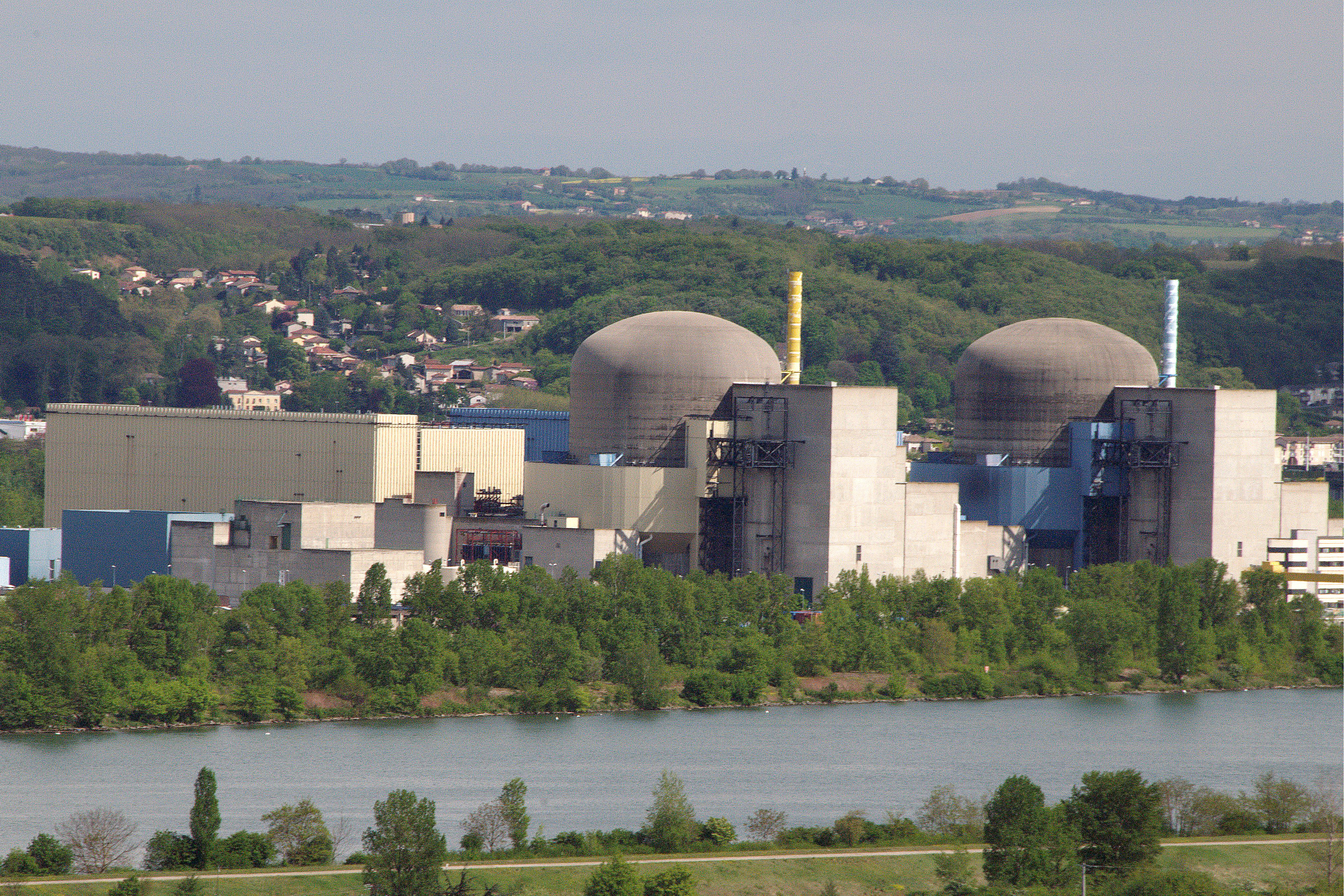
Centrale de Saint-Alban.
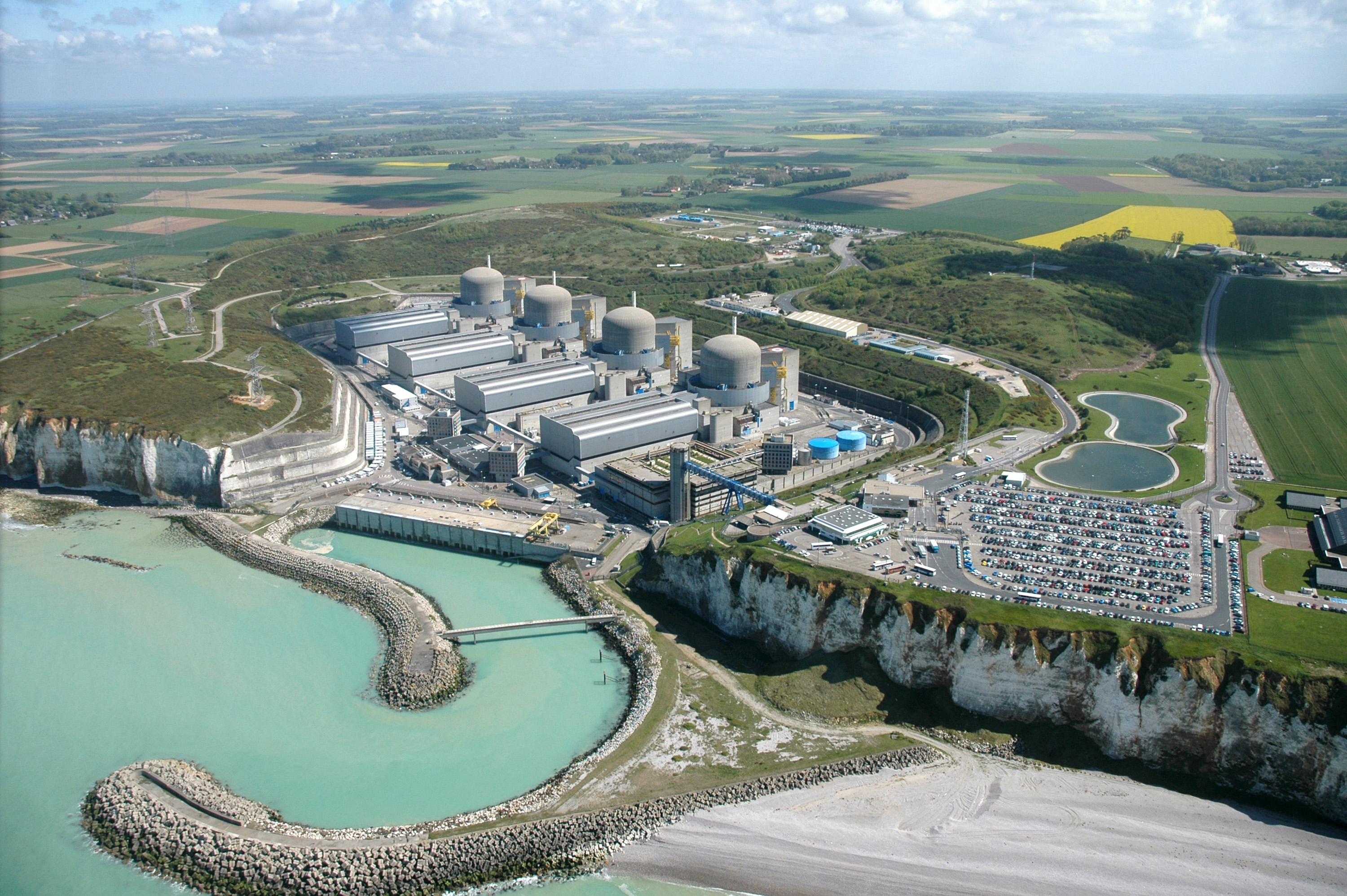
Centrale de Paluel.
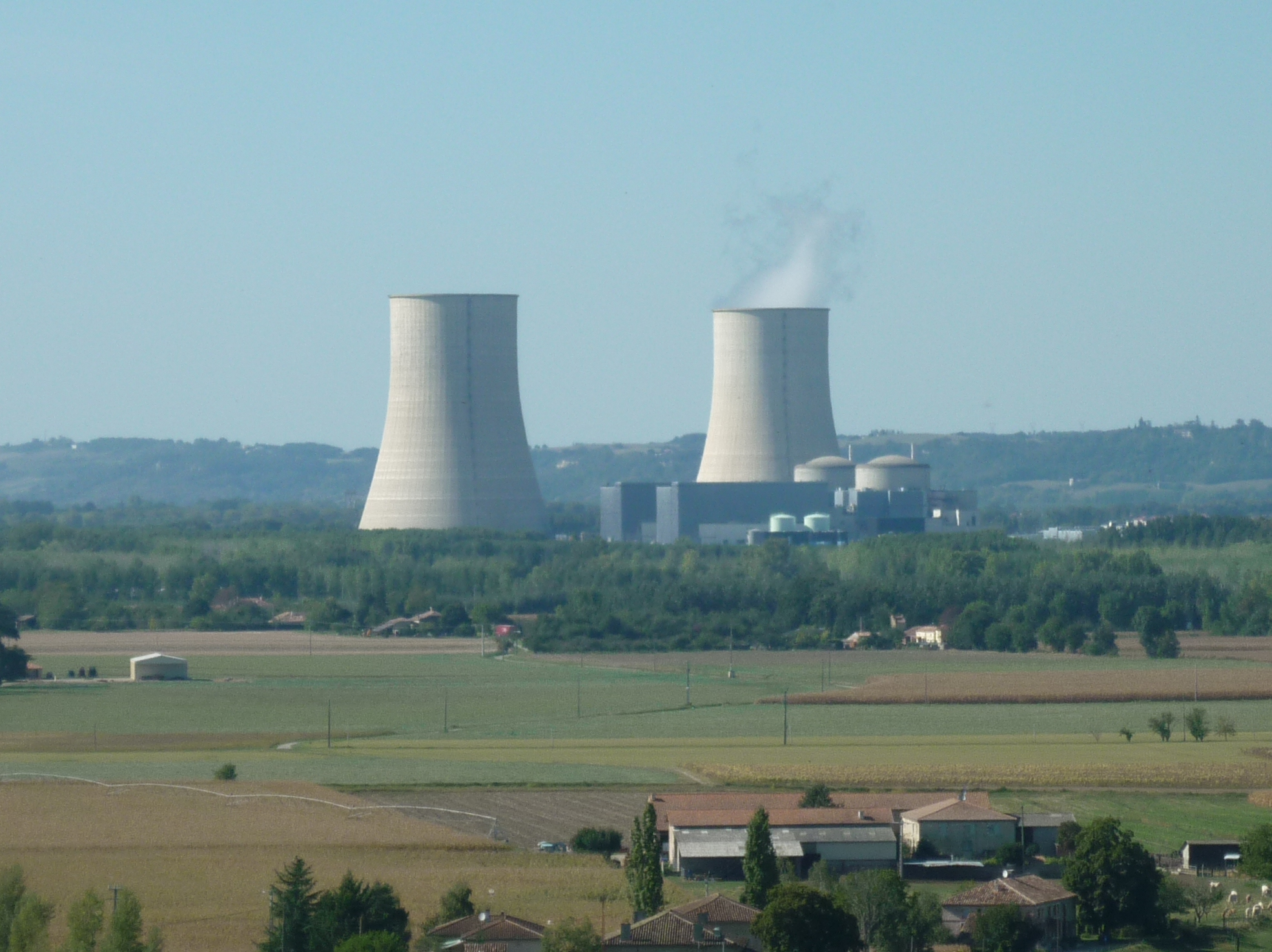
Centrale de Golfech.
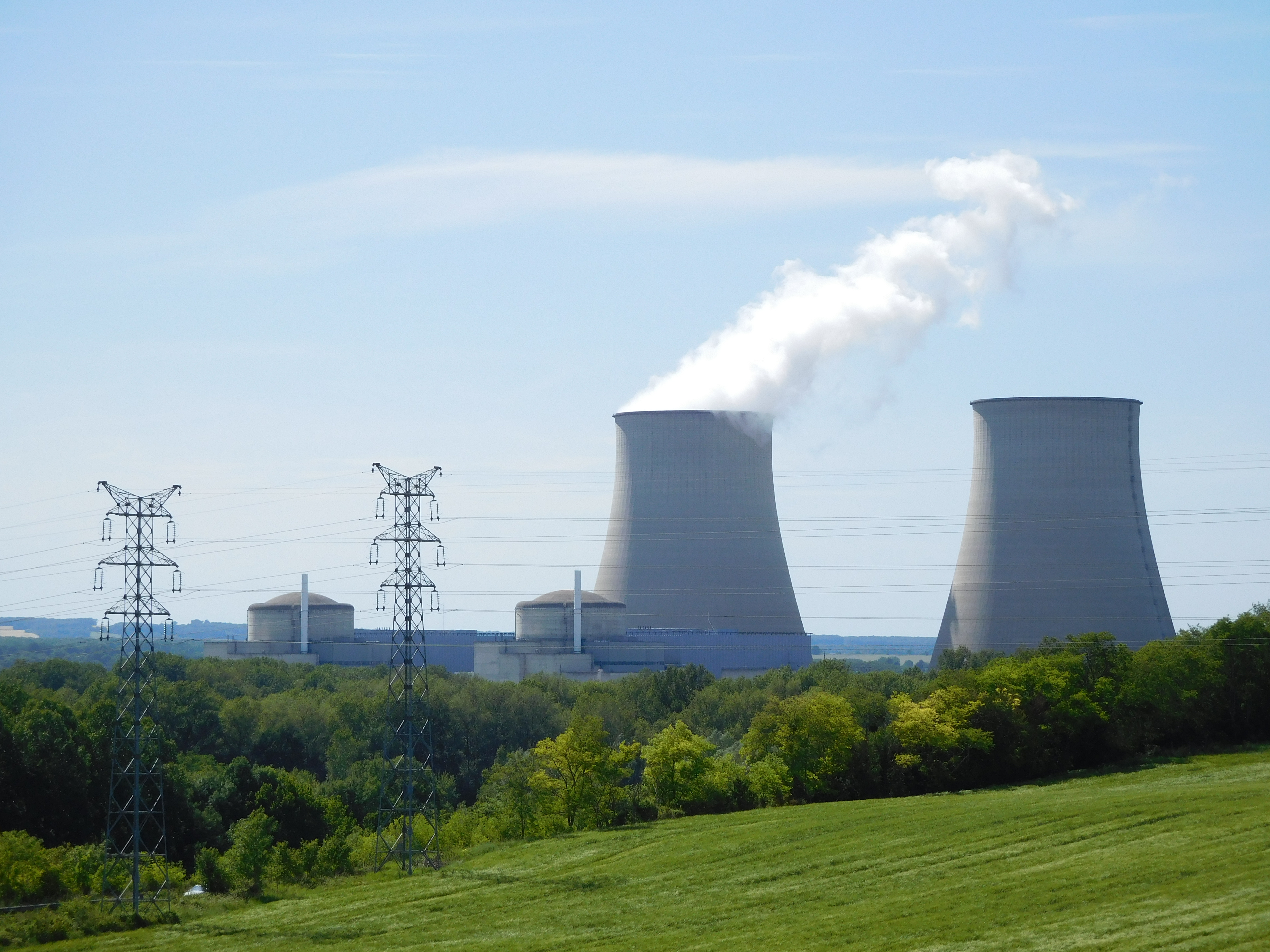
Centrale de Belleville.
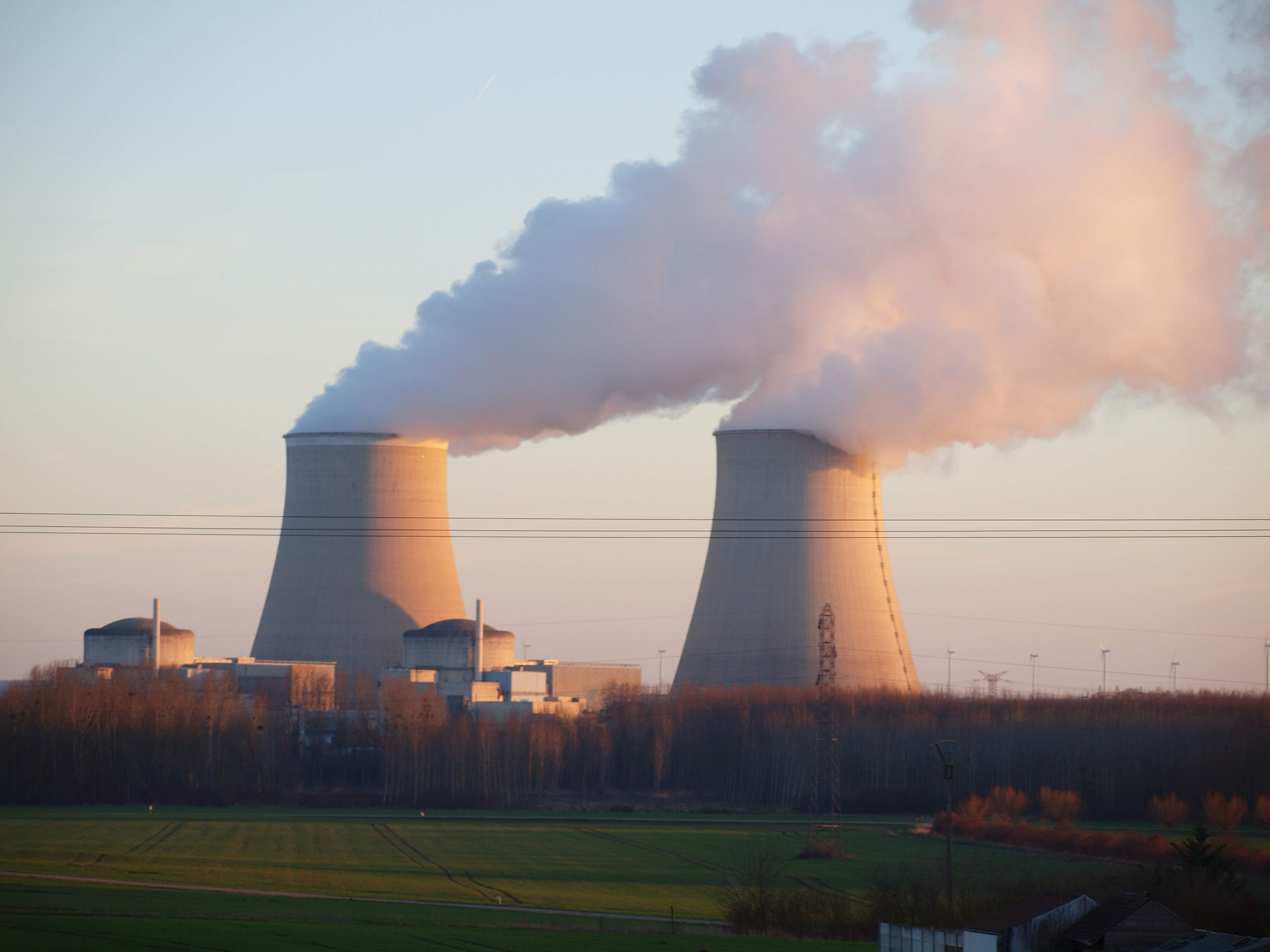
Centrale de Nogent-sur-Seine.
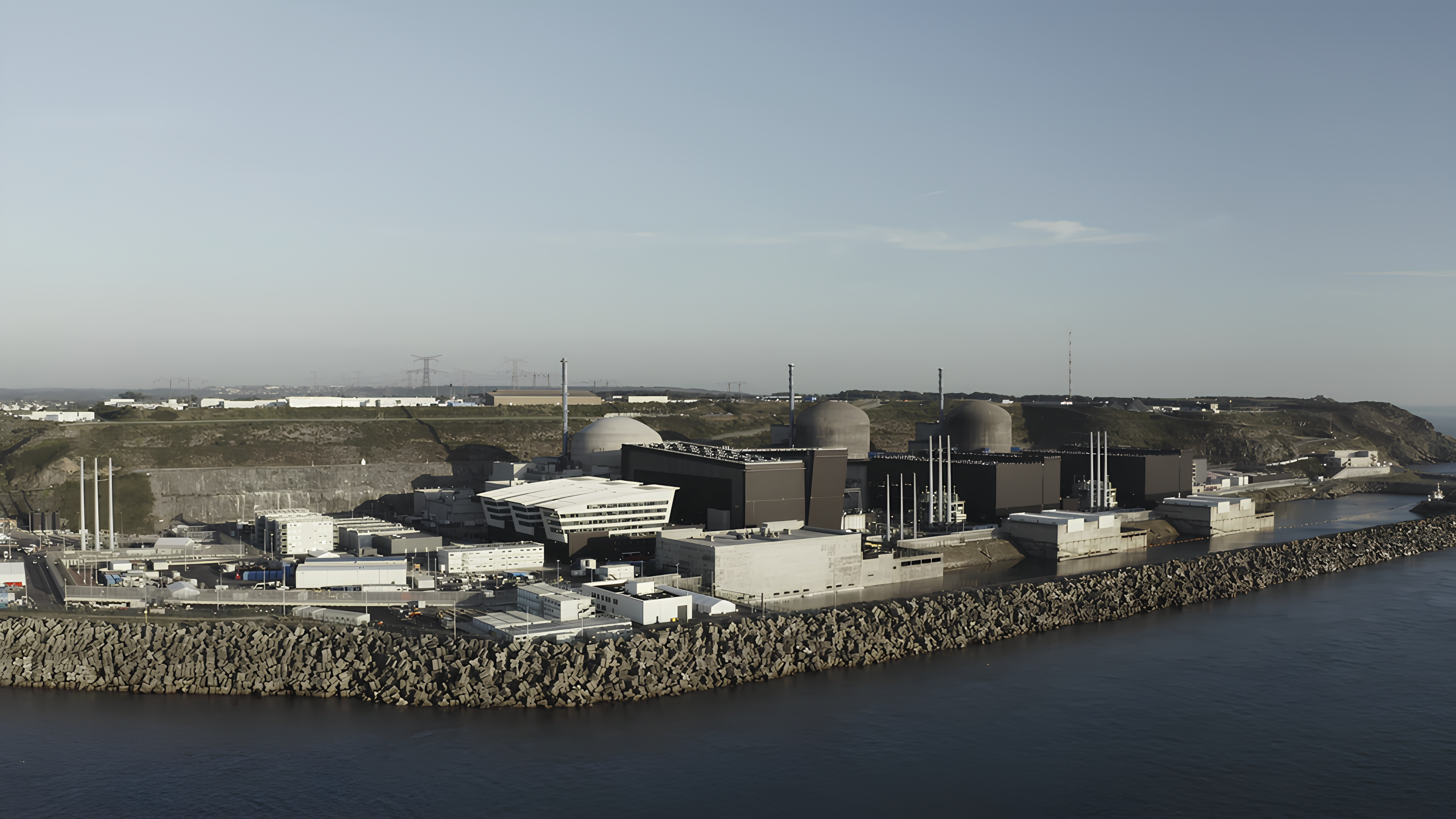
Centrale de Flamanville.
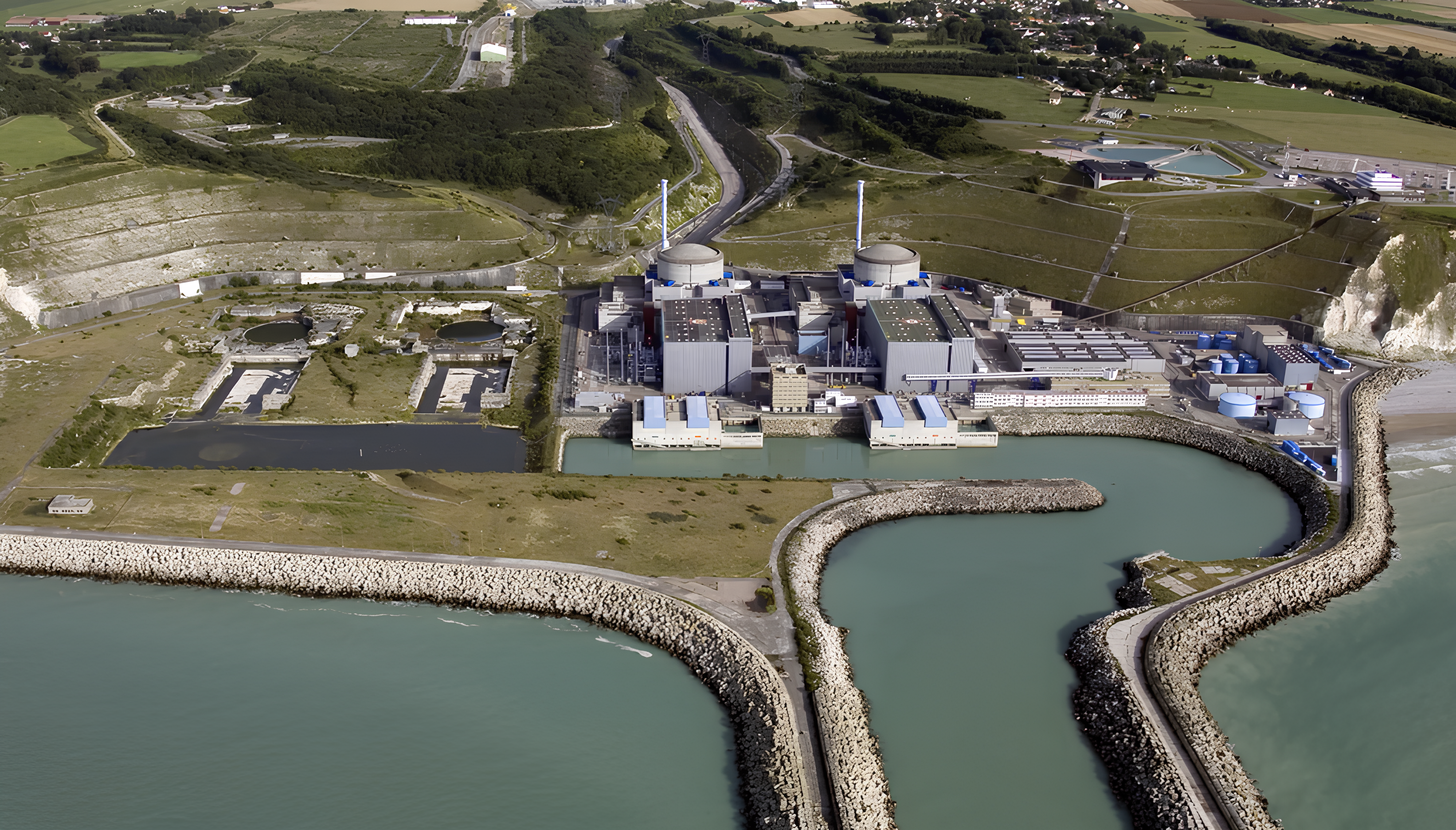
Centrale de Penly.